# Championnats de Thaïlande de cyclisme sur route
Les championnats de Thaïlande de cyclisme sur route sont les championnats nationaux de cyclisme sur route organisés par la Fédération thaïlandaise de cyclisme.

## Podiums des championnats masculins

### Course en ligne
| Année | Vainqueur                | Deuxième                 | Troisième                |
| ----- | ------------------------ | ------------------------ | ------------------------ |
| 2011  | Seree Ruangsiri          | Jatupoom Lekawat         | Jittipong Tongkumnueng   |
| 2013  | Nawuti Liphongyu         | Yutthana Dangdee         | Peerapol Chawchiangkwang |
| 2014  | Peerapol Chawchiangkwang | Kritsada Changpad        | Phuchong Sai-udomsin     |
| 2015  | Kritsada Changpad        | Peerapol Chawchiangkwang | Chirapon Tangprasert     |
| 2019  | Jetsada Janluang         | Nattapol Jumchat         | Patompob Phonarjthan     |
| 2020  | Sakchai Phodingam        | Peerapol Chawchiangkwang | Thanakhan Chaiyasombat   |
| 2021  | Sarawut Sirironnachai    | Peerapol Chawchiangkwang | Thanakhan Chaiyasombat   |
| 2022  | Jetsada Janluang         | Sarawut Sirironnachai    | Patompob Phonarjthan     |
| 2023  | Noppachai Klahan         | Sarawut Sirironnachai    | Peerapol Chawchiangkwang |
| 2024  | Thanakhan Chaiyasombat   | Sakchai Phodingam        | Sarawut Sirironnachai    |
| 2025  | Sarawut Sirironnachai    | Peerapol Chawchiangkwang | Sakchai Phodingam        |

### Contre-la-montre
| Année | Vainqueur                | Deuxième               | Troisième                    |
| ----- | ------------------------ | ---------------------- | ---------------------------- |
| 2014  | Puchong Saiudomsin       | Nawuti Liphongyu       | Thurakit Boonratanathanakorn |
| 2015  | Nawuti Liphongyu         | Peerapong Ladngern     | Pongsathon Woranet           |
| 2019  | Peerapol Chawchiangkwang | Peerapong Ladngern     | Sarawut Sirironnachai        |
| 2020  | Sarawut Sirironnachai    | Thanakhan Chaiyasombat | Peerapol Chawchiangkwang     |
| 2021  | Peerapol Chawchiangkwang | Sarawut Sirironnachai  | Peerapong Ladngern           |
| 2022  | Peerapol Chawchiangkwang | Peerapong Ladngern     | Yuttana Mano                 |
| 2023  | Peerapol Chawchiangkwang | Sarawut Sirironnachai  | Thanakhan Chaiyasombat       |
| 2024  | Thanakhan Chaiyasombat   | Peerapong Ladngern     | Sarawut Sirironnachai        |
| 2025  | Peerapol Chawchiangkwang | Peerapong Ladngern     | Thanakhan Chaiyasombat       |

### Course en ligne espoirs
| Année | Vainqueur            | Deuxième | Troisième |
| ----- | -------------------- | -------- | --------- |
| 2015  | Chirapon Tangprasert |          |           |

### Contre-la-montre espoirs
| Année | Vainqueur          | Deuxième             | Troisième |
| ----- | ------------------ | -------------------- | --------- |
| 2015  | Peerapong Ladngern | Chirapon Tangprasert |           |

## Podiums des championnats féminins

### Course en ligne
| Année | Vainqueur             | Deuxième              | Troisième            |
| ----- | --------------------- | --------------------- | -------------------- |
| 2011  | Panwaraporn Boonsawat | Jutatip Maneephan     | Supaksorn Nuntana    |
| 2013  | Panwaraporn Boonsawat | Chanakan Srichaum     | Wilaiwan Kunlapha    |
| 2014  | Supaksorn Nuntana     | Panwaraporn Boonsawat | Phetdarin Somrat     |
| 2015  | Jutatip Maneephan     | Kritika Silaphat      | Kamonwan Winyoowijak |
| 2020  | Jutatip Maneephan     | Chanpeng Nontasin     | Chaniporn Batriya    |
| 2021  | Supaksorn Nuntana     | Phetdarin Somrat      | Chanpeng Nontasin    |
| 2022  | Jutatip Maneephan     | Supaksorn Nuntana     | Chaniporn Batriya    |
| 2023  | Chaniporn Batriya     | Phetdarin Somrat      |                      |
| 2024  | Phetdarin Somrat      | Chaniporn Batriya     | Kamonrada Khaoplot   |

### Contre-la-montre
| Année | Vainqueur          | Deuxième              | Troisième          |
| ----- | ------------------ | --------------------- | ------------------ |
| 2014  | Phetdarin Somrat   | Supaksorn Nuntana     | Kritika Silaphat   |
| 2015  | Jutatip Maneephan  | Kamonwan Winyoowijak  | Kritika Silaphat   |
| 2020  | Phetdarin Somrat   | Chanpeng Nontasin     | Kulacha Chairin    |
| 2021  | Phetdarin Somrat   | Supaksorn Nuntana     | Kulacha Chairin    |
| 2022  | Phetdarin Somrat   | Napassorn Phuthornjai | Kamonrada Khaoplot |
| 2023  | Chaniporn Batriya  | Phetdarin Somrat      | Piyathida Thitjan  |
| 2024  | Kamonrada Khaoplot | Phetdarin Somrat      | Rungnapha Kuson    |